# Kako ubiti predsjednika
Kako ubiti predsjednika je drama hrvatskog književnika Mira Gavrana.
Imala je svoje scenske izvedbe u zagrebačkom Teatru ITD, sarajevskom Kamernom teatru 55, bečkom Theatru Brett, a na svojim pozornicama su ga vidile i Sensemble Theater iz Augsburga i münchensko kazalište Und So Fort.
Do kolovoza 2006., ovo djelo je dobilo prijevode s hrvatskog jezika na engleski, francuski, njemački, talijanski, slovački, poljski i bugarski jezik.
Svoje djelo nazvao je »kritikom intelektualca« u kojem kritizira nekontroliranu sveopću globalizaciju i potrošačko društvo (konzumerizam).